# 1568 год в науке
В 1568 году произошли различные научные и технологические события, некоторые из которых представлены ниже.

## События
- Благодаря усилиям Улиссе Альдрованди в Болонье открылся ботанический сад[англ.].
- Царь Иван Грозный заказал создание Лицевого летописного свода — крупнейшего иллюстрированного памятника русской литературы[1].

## Публикации
- Даниэле Барбаро: La pratica della perspettiva (Практика перспективы). Этот трактат содержит старейшее известное описание использования оптики с камерой-обскурой.
- Бартоломеу Велью: Космография.
- Ремберт Додунс: «История цветов и некоторых ароматических растений» (Florum et coronariarum odoratarumque nonnullarum herbarum historia).
- Джон Кайус: Histoire de l'Université de Cambridge (История Кембриджского университета).
- Амбруаз Паре: Traicté de la peste, de la petite verolle et rougeole avec une bresve description de la lèpre («Трактат о чуме, оспе и кори с кратким описанием проказы»).

## Родились
См. также: Категория:Родившиеся в 1568 году
- 2 октября — Марин Гетальдич, хорватский математик (умер в 1626 году),
- 11 декабря —  Агер, Никола, французский ботаник и врач (умер в 1634 году),

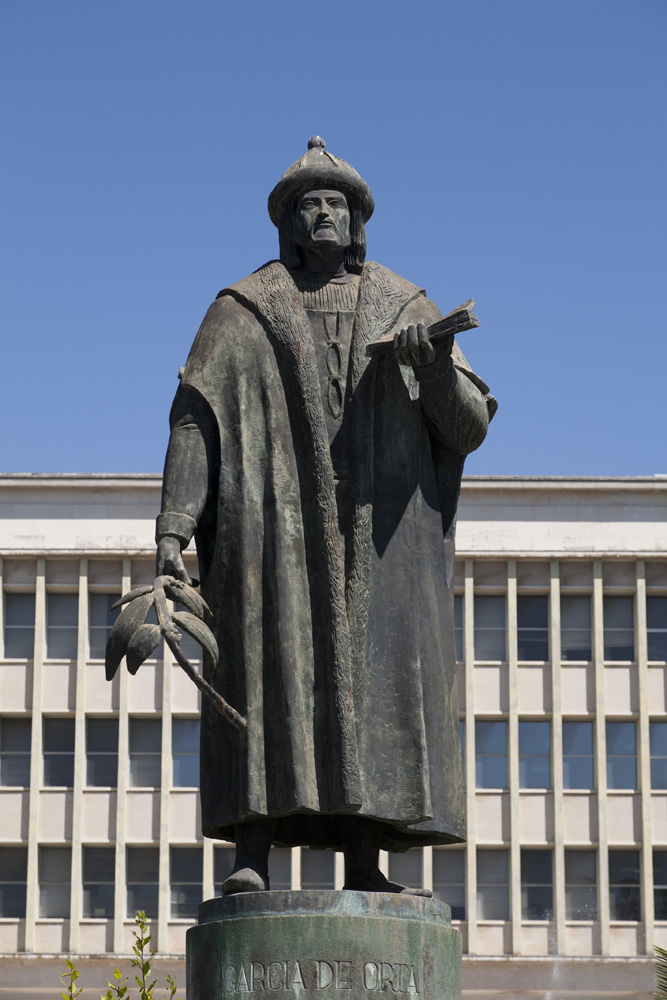
Памятник Гарсиа де Орта в Лиссабоне, у Институте гигиены и тропической медицины

## Скончались
См. также: Категория:Умершие в 1568 году
- 20 февраля — Бартоломеу Велью, португальский картограф и космограф (год рождения неизвестен),
- 16 апреля — Гульельмо Гратароло , итальянский врач (род. в 1516 году),
- 13 июля — Уильям Тёрнер, английский орнитолог, врач и ботаник (род. в 1508 году),
- Гарсия Де Орта, португальский врач, один из основоположников тропической медицины (род. в 1501 или 1502 году),
- Жуан де Ортега, испанский математик (род. в 1480 году),